# Église Saint-Pierre de Gaillan-en-Médoc
Pour les articles homonymes, voir Église Saint-Pierre.
L'église Saint-Pierre est une église catholique située à Gaillan-en-Médoc, en France.

## Localisation
L'église est située dans le département français de la Gironde, sur la commune de Gaillan-en-Médoc.

## Historique
Le clocher est classé au titre des monuments historiques en 1846.

### Galerie

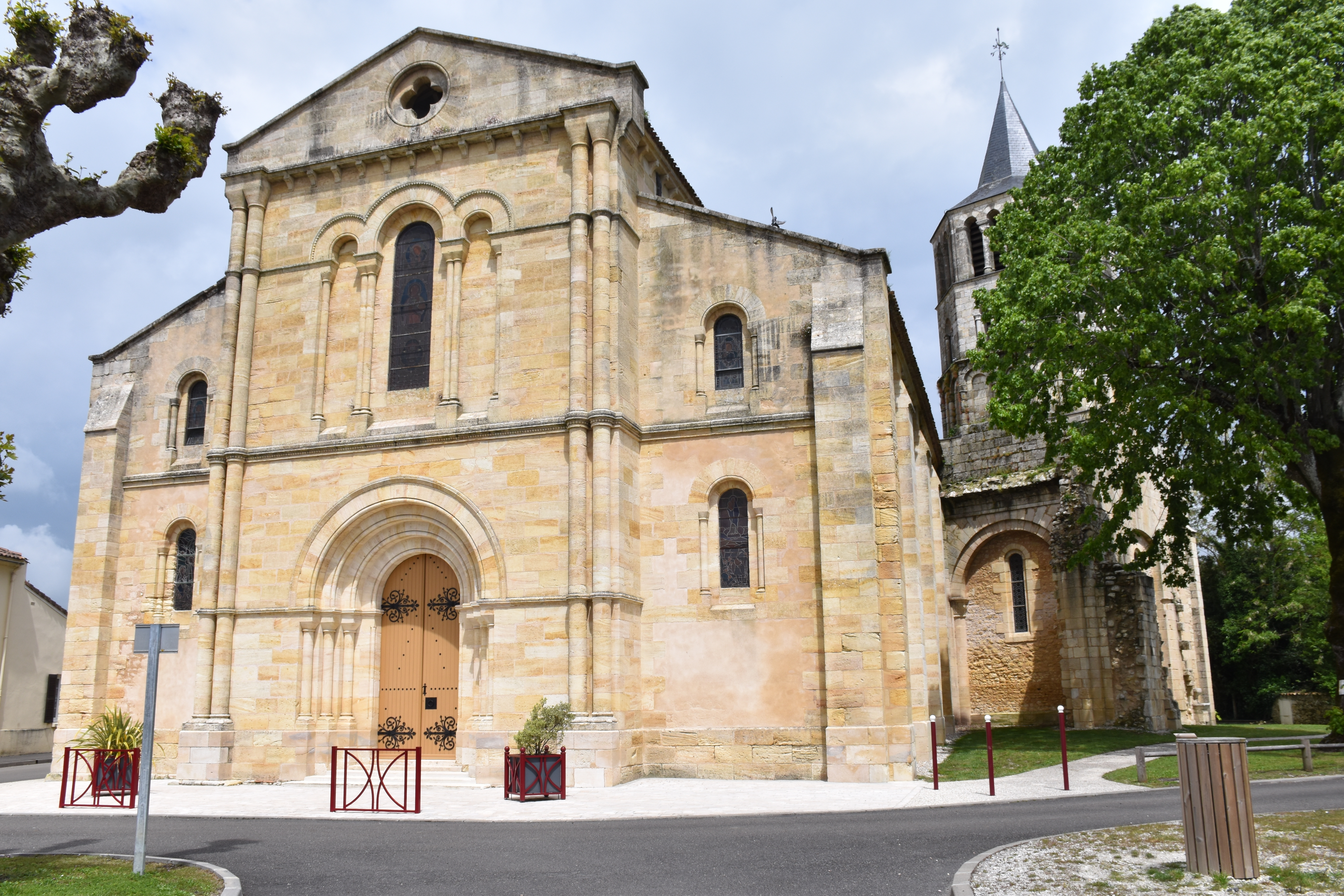
La façade de l'église;
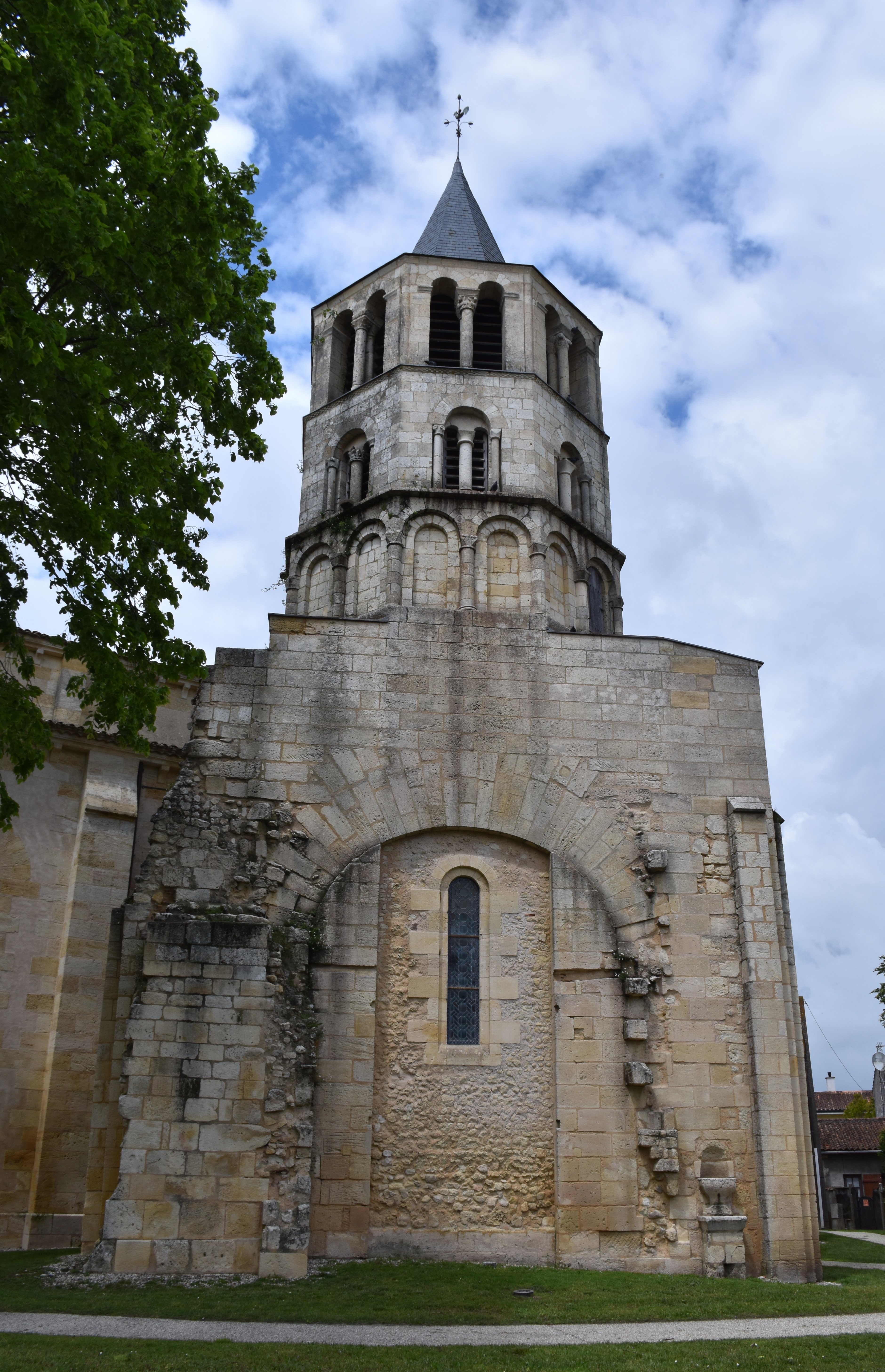
Vue sur le clocher octogonal.
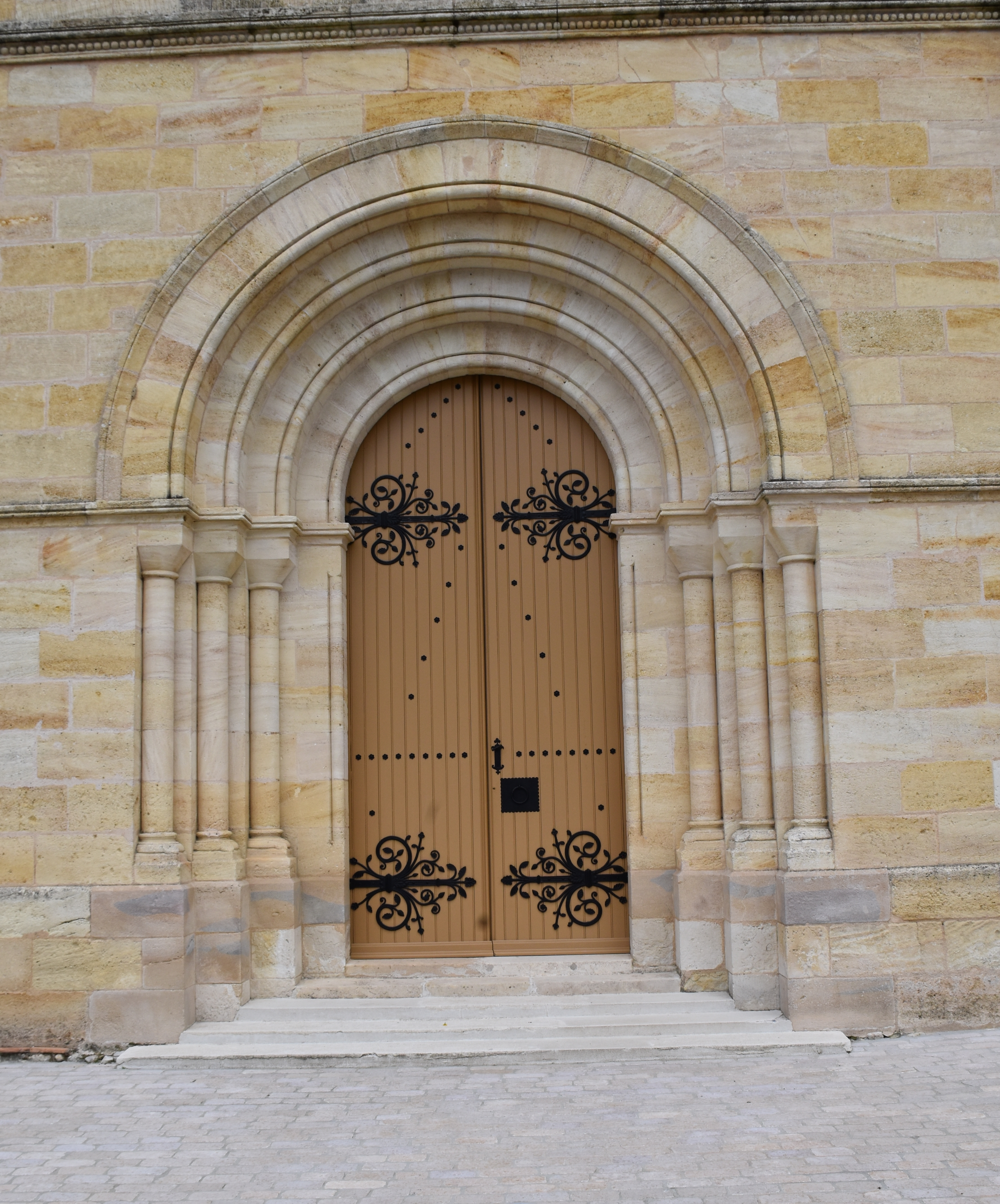
Le portail latéral.
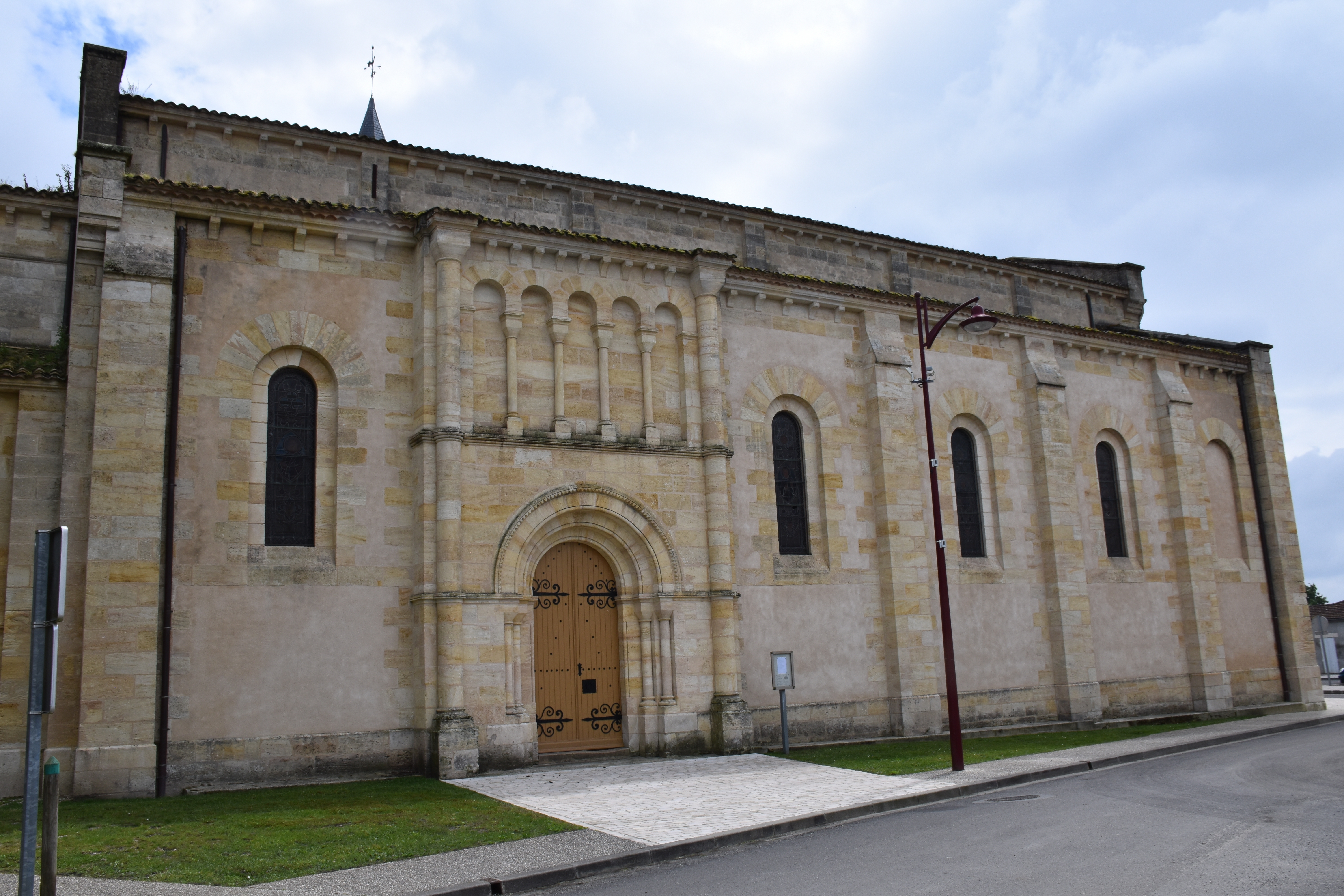
Le côté sud.
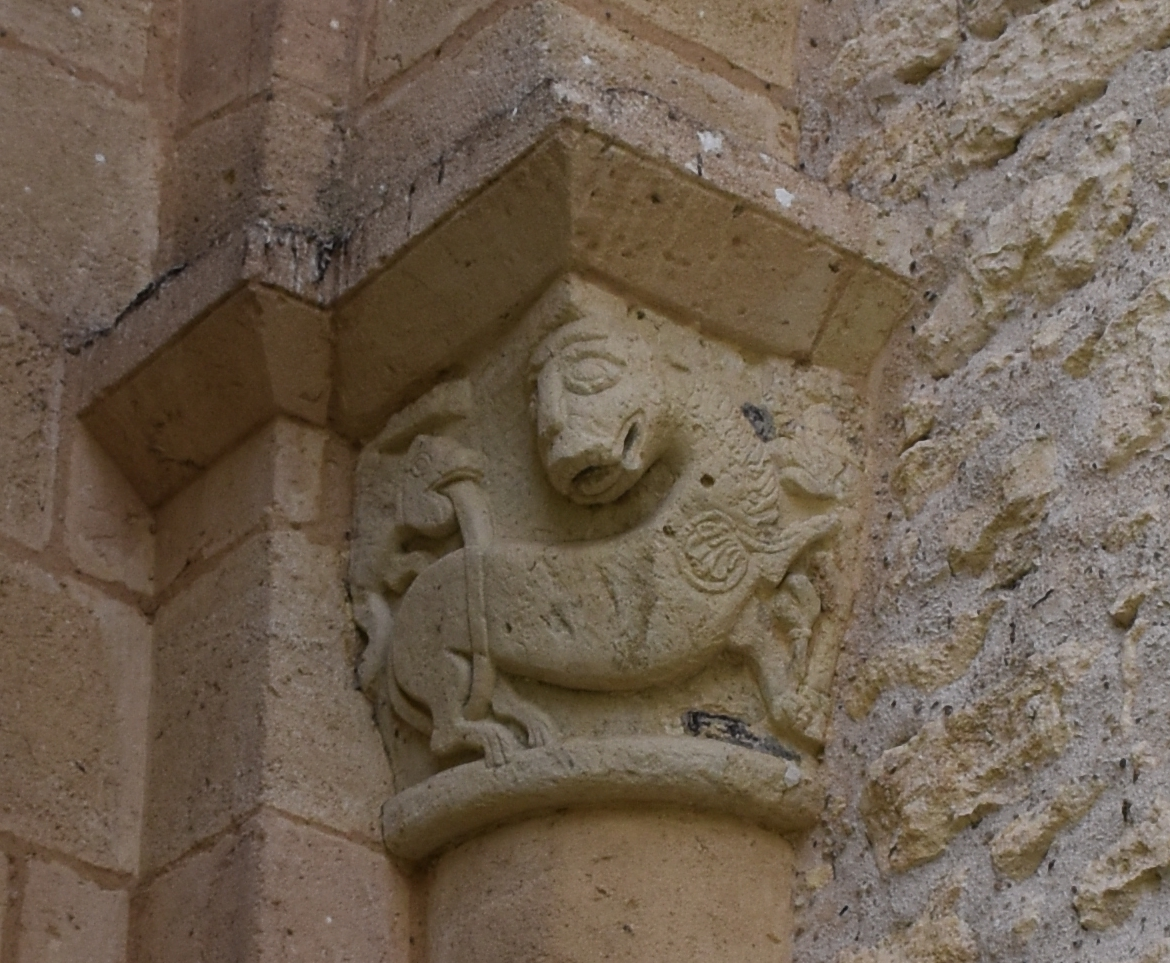
Chapiteau décoré.
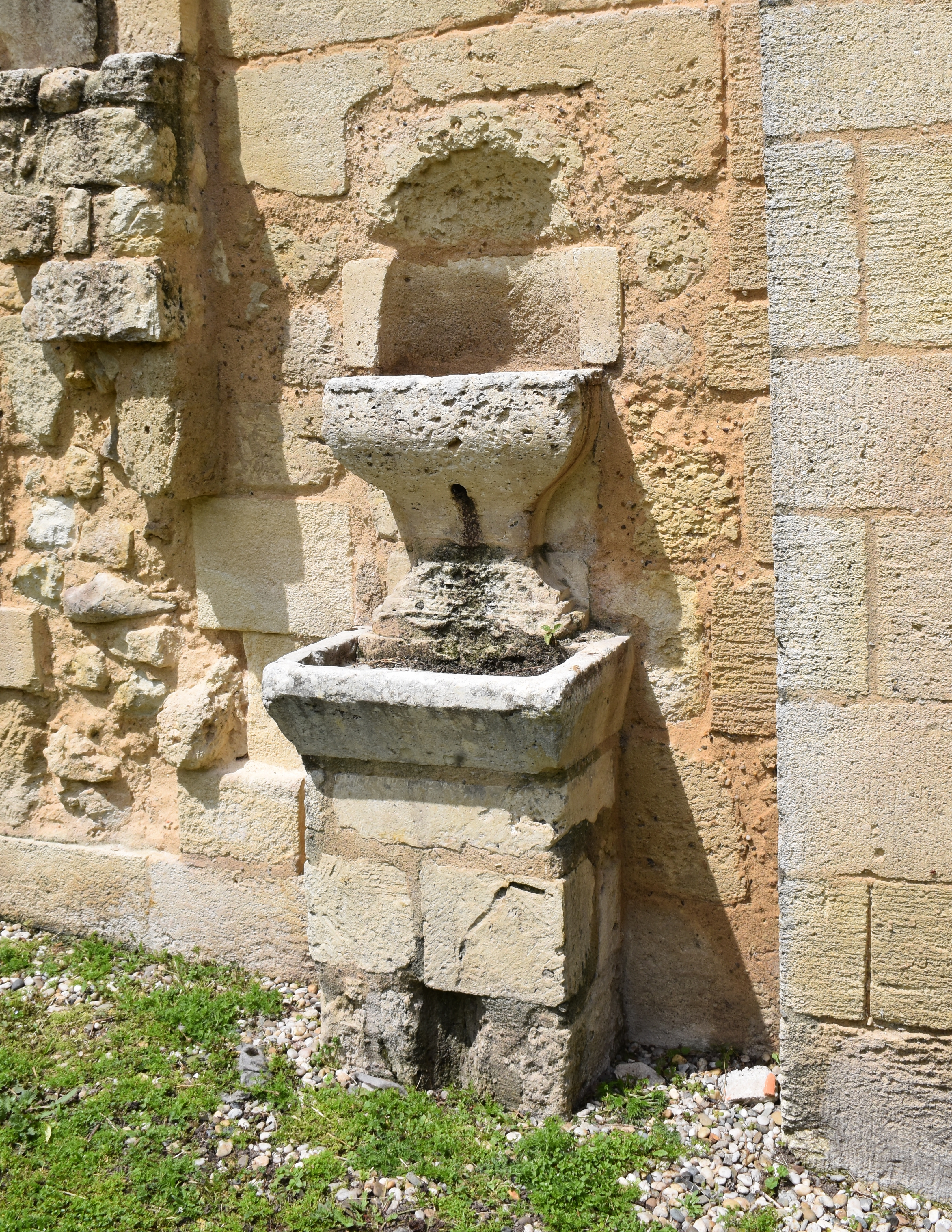